# De Mysteriis Dom Sathanas
De Mysteriis Dom Sathanas – pierwszy studyjny album norweskiej grupy muzycznej Mayhem. Tytuł albumu ma oznaczać "O tajemnicach Pana Szatana"

## Charakterystyka albumu
Wydawnictwo zawiera nagrania powstałe przed samobójczą śmiercią (8 kwietnia 1991 roku) wokalisty grupy - Pere Yngve Ohlina pseudonim „Dead”. Zastąpił go znany z występów w Tormentor - węgierski wokalista Attila Csihar, który nagrał wszystkie partie śpiewu. Podczas nagrań doszło do konfliktu między basistą Vargiem Vikernesem pseudonim „Count Grishnackh”, a gitarzystą i głównym kompozytorem Øysteinem Aarsethem pseudonim „Euronymous”. W wyniku czego Count Grishnackh 10 sierpnia 1993 roku zamordował dwudziestopięcioletniego „Euronymousa”. Vikernes został skazany na 21 lat pozbawienia wolności. Na prośbę matki Aarsetha perkusista grupy - Jan Axel Blomberg pseudonim „Hellhammer” miał ponownie nagrać partie gitary basowej, czego nie zrobił. Hellhammer powiedział: „Pomyślałem, że byłoby odpowiednim gdy morderca i ofiara znajdą się na tym samym nagraniu. Powiedziałem, że nagram partie basowe od nowa, ale nigdy tego nie zrobiłem.”
Wydawnictwo ukazało się w 1994 roku nakładem należącej do nieżyjącego Euronymousa wytwórni muzycznej Deathlike Silence Productions, muzyka zaś oprócz kontrowersji wokół jej powstania zaliczana jest obecnie do klasyki gatunku black metal przyczyniając się w znacznym stopniu do popularyzacji stylu (Druga fala black metalu).

## Lista utworów
Opracowano na podstawie materiału źródłowego.
| Nr | Tytuł utworu                | Długość |
| -- | --------------------------- | ------- |
| 1. | „Funeral Fog”               | 5:47    |
| 2. | „Freezing Moon”             | 6:23    |
| 3. | „Cursed in Eternity”        | 5:10    |
| 4. | „Pagan Fears”               | 6:21    |
| 5. | „Life Eternal”              | 6:57    |
| 6. | „From the Dark Past”        | 5:27    |
| 7. | „Buried by Time and Dust”   | 3:34    |
| 8. | „De Mysteriis Dom Sathanas” | 6:22    |
|    |                             | 46:01   |

## Twórcy
Opracowano na podstawie materiału źródłowego.

- Attila Csihar – śpiew
- Euronymous – gitara, produkcja muzyczna, miksowanie
- Count Grishnackh – gitara basowa
- Hellhammer – perkusja, produkcja muzyczna, miksowanie
- Blackthorn – gitara, teksty
- Dead – teksty
- Pytten – produkcja muzyczna, miksowanie